# Acaena juvenca
Acaena juvenca es una especie de planta del género Acaena, perteneciente a la familia Rosaceae.

## Taxonomía
Acaena juvenca fue descrita por B. H. Macmill. en 1989.

## Distribución
Se encuentra en el territorio norte de Nueva Zelanda.